# Aeroporto Internacional de Chūbu Centrair
34° 51′ 30″ N, 136° 48′ 19″ L
O Aeroporto Internacional Chūbu Centrair (中部国際空港, Chūbu Kokusai Kūkō) (IATA: NGO, ICAO: RJGG) é um aeroporto japonês construído numa ilha artificial perto da cidade de Tokoname, localizado a cerca de 48 quilômetros ao sul da cidade de Nagoya.
O Centrair é classificado como um aeroporto de primeira classe e é a principal porta de entrada para a região de Chubu (Central) do Japão. O nome Centrair (セントレア Sentorea?) é uma abreviação de Central Japan International Airport (Aeroporto Internacional do Centro do Japão), uma tradução alternativa usada no nome inglês da companhia que opera o aeroporto, Central Japan International Airport Co., Ltd. (中部国際空港株式会社 Chūbu Kokusai Kūkō Kabushiki-gaisha).
Mais ou menos 11,721,673 pessoas usaram o aeroporto em 2006, deixando-o assim, como o 8º mais movimentado do Japão. 273,874 toneladas de cargas foram despachadas em 2005. Em 2011, o movimento foi 9,06 milhões de pessoas.

## Historia

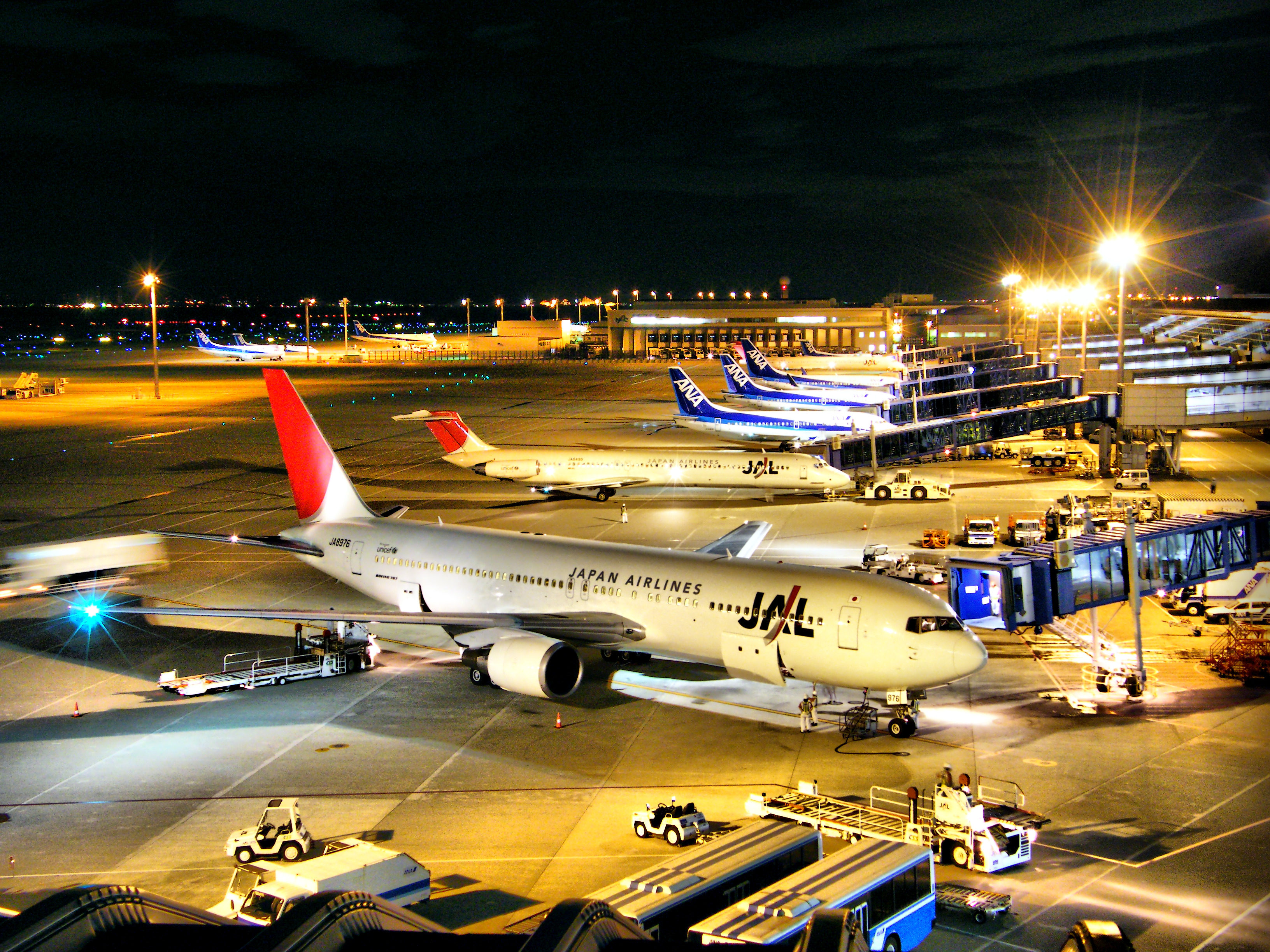
Ilustração.

Chubu é o terceiro aeroporto japonês situado no mar, depois do Aeroporto de Nagasaki e o Aeroporto Internacional de Kansai, e o segundo aeroporto japonês construído em uma ilha feita pelo homem. Há atualmente 5 aeroportos situados no mar, incluindo o Aeroporto de Kobe e o Aeroporto de Kitakyushu.
Com muito lobby de grupos de empresários locais, tais como a Toyota, especialmente para voos de carga 24 horas, a construção começou em agosto de 2000, com um orçamento ¥768 bilhões (€5.5 bilhões, US$7.3 bilhões), mas através de uma gestão eficiente, quase ¥100 bilhões foram economizados. A construtora PentaOcean foi a construtora majoritária.
Além de medidas de cortes, uma série de medidas de proteção ambiental foram tomadas depois de aprende com o Aeroporto de Kansai . A ilha artificial foi moldada com a forma da letra "D", de modo que as correntes marítimas fluíssem livremente. As suas margens foram parcialmente construídas com pedras naturais e inclinadas para que as formas de vida marinhas à criar suas colônias. Durante a construção uma espécie de Andorinha-do-mar-anã, estabeleceu-se na região.
Quando o aeroporto abriu em 17 de fevereiro de 2005, tirou quase todos os voos comerciais do Aeroporto de Nagoya (Agora, Campo de Pouso de Nagoya) e aliviou as áreas de transferência de carga de Tóquio e Kansai. Como substituto do Aeroporto de Nagoya, herdou o código IATA NGO. A abertura do aeroporto antecipou EXPO 2005 na província de Aichi.
A  Japan Airlines (JAL) foi a primeira companhia aérea a pousar uma aeronave no Centrair, um Boeing 767-300ER, transportando 206 passageiros vindos de Saipan para comemorar a abertura do aeroporto.

## Companhias Aéreas e Destinos

### Doméstico
| Companhias Aéreas | Destinos |
| ----------------- | --- |
| ANA Group         | Akita - Asahikawa - Fukuoka - Fukushima - Hakodate - Ishigaki - Kagoshima - Kumamoto - Matsuyama - Miyazaki - Nagasaki - Naha - Niigata - Oita - Memanbetsu (Ozora) - Sapporo-Chitose - Sendai - Tokushima - Tokyo-Narita - Wakkanai [seasonal] - Yonago |
| Japan Airlines    | Aomori - Fukuoka - Hanamaki - Nagasaki - Naha - Kagoshima - Kumamoto - Kushiro - Sapporo-Chitose - Sendai - Tokyo-Narita |

### Internacionais
| Companhias Aéreas          | Destinos |
| -------------------------- | --- |
| Air China                  | Beijing - Chongqing - Shanghai-Pudong                                                                                          |
| All Nippon Airways         | Guangzhou - Seoul-Incheon - Shanghai-Pudong - Taipei-Taiwan Taoyuan - Tianjin                                                  |
| Asiana Airlines            | Seoul-Incheon |
| Cathay Pacific             | Hong Kong - Taipei-Taiwan Taoyuan                                                                                              |
| China Airlines             | Kaohsiung - Taipei-Taiwan Taoyuan                                                                                              |
| China Eastern Airlines     | Beijing - Qingdao - Shanghai-Pudong - Xi'an                                                                                    |
| China Southern Airlines    | Changchun - Dalian - Guangzhou - Shanghai-Pudong - Shenyang - Shenzhen                                                         |
| Continental Airlines       | |
| - Continental Micronesia   | Guam |
| Emirates                   | Dubai |
| EVA Air                    | Taipei-Taiwan Taoyuan |
| Finnair                    | Helsinki |
| Garuda Indonesia           | Denpasar/Bali |
| Hong Kong Express          | Hong Kong |
| Japan Airlines             | Bangkok-Suvarnabhumi - Beijing - Busan - Guangzhou - Paris - Seoul-Incheon - Shanghai-Pudong - Taipei-Taiwan Taoyuan - Tianjin |
| - JALways                  | Honolulu |
| Korean Air                 | Busan - Jeju - Seoul-Incheon                                                                                                   |
| Lufthansa                  | Frankfurt |
| Northwest Airlines         | Detroit - Guam - Manila - Saipan                                                                                               |
| Philippine Airlines        | Manila |
| Qantas                     | |
| Singapore Airlines         | Singapura |
| Thai Airways International | Bangkok-Suvarnabhumi |
| United Airlines            | San Francisco [encerra 25 de outubro]                                                                                          |
| Vietnam Airlines           | Hanói |